# Serie GSX-R de Suzuki

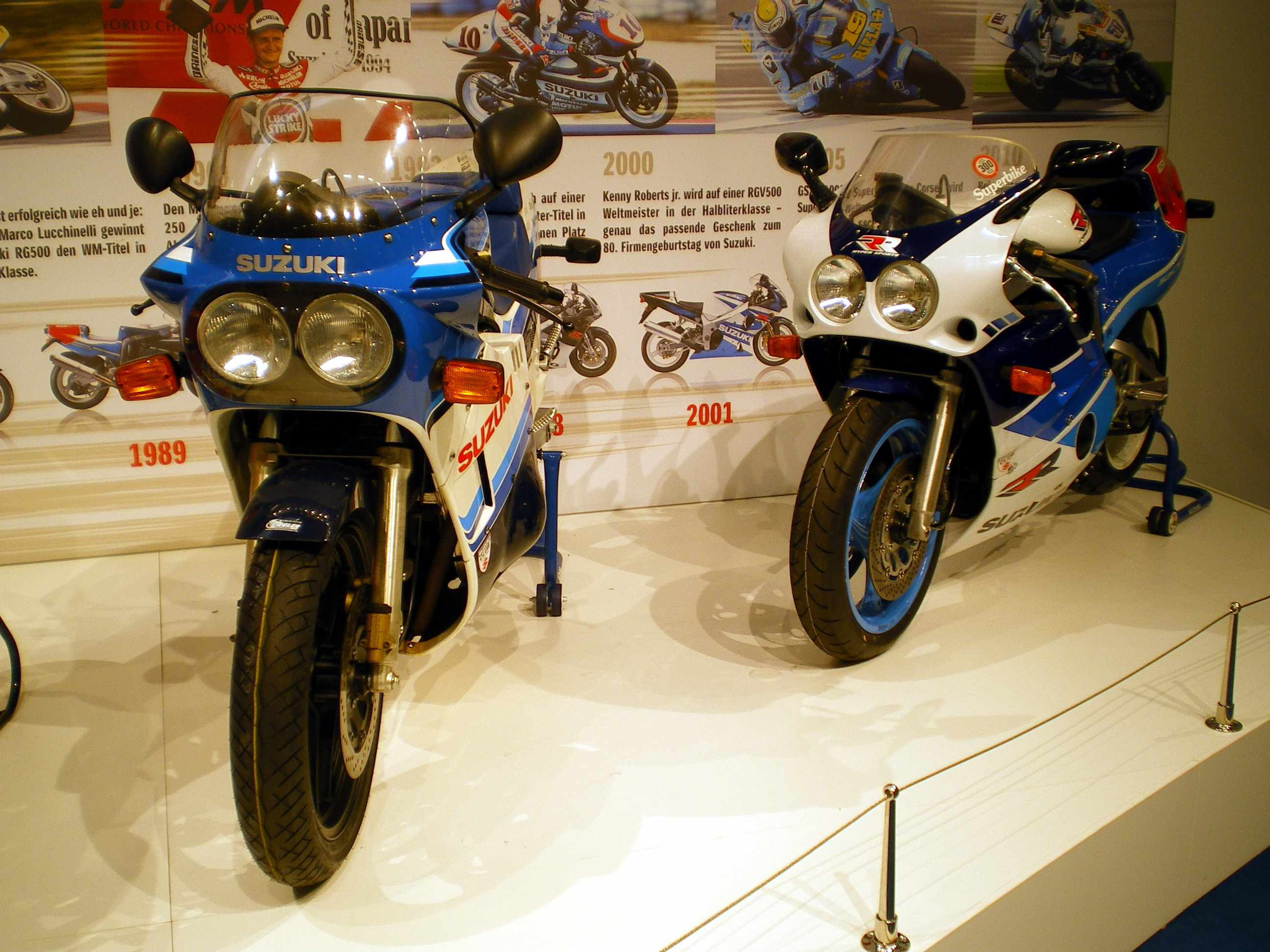
GSX-R 750 (1985) y GSX-R 750 R (1989)

Las GSX-R son una serie de motos deportivas del fabricante japonés Suzuki. Como sobrenombre se las suele denominar "Gixxers". Dentro de esta serie han estado estos modelos: 
- suzuki GSX-R150 2017 - Actualidad
- Suzuki GSX-R250 1987 - 1990
- Suzuki GSX-R400 1984 - 1999
- Suzuki GSX-R600 1997 - Actualidad
- Suzuki GSX-R750 1985 - Actualidad
- Suzuki GSX-R1000 2001 - Actualidad
- Suzuki GSX-R1100 1986-1998